# شیراک آویا

شیراک آویا (ارمنی: «Շիրակ Ավիա» ՍՊԸ؛ (به انگلیسی: Shirak Avia)) یک شرکت هواپیمایی با کد یاتا 5G است که در تاریخ 2019 میلادی تأسیس شده و در تاریخ  فعالیتش را آغاز کرده‌است. دفتر مرکزی شیراک آویا در ایروان، ارمنستان واقع شده‌است و قطب این شرکت هواپیمایی در فرودگاه بین‌المللی زوارتنوتس قرار دارد و به ۳ مقصد، پرواز مستقیم انجام می‌دهد.

## مقصدها
بنا بر داده‌های ژوئن 2023 میلادی، شیراک آویا به مقصدهای زیر پرواز انجام می‌دهد:
| کشور     | شهر            | فرودگاه                        | توضیحات    | منابع       |
| -------- | -------------- | ------------------------------ | ---------- | ----------- |
| ارمنستان | ایروان         | فرودگاه بین‌المللی زوارتنوتس    | قطب        |             |
| گرجستان  | تفلیس          | فرودگاه بین‌المللی تفلیس        | پایان‌یافته |             |
| گرجستان  | کوتائیسی       | فرودگاه بین‌المللی کوتائیسی     | پایان‌یافته |             |
| مالدیو   | ماله (شهر)     | فرودگاه بین‌المللی ابراهیم نصیر | فصلی       | [ ۲ ]       |
| روسیه    | آستراخان       | فرودگاه آستراخان               |            | [ ۳ ]       |
| روسیه    | مسکو           | فرودگاه بین‌المللی شرمتیوو      |            |             |
| روسیه    | مسکو           | فرودگاه بین‌المللی ونوکووا      |            |             |
| روسیه    | نیژنکامسک      | فرودگاه بگیشفو                 |            | [ ۳ ]       |
| روسیه    | نیژنی نووگورود | فرودگاه استریگینو              |            |             |
| روسیه    | نووسیبیرسک     | فرودگاه تولمچوا                |            |             |
| روسیه    | امسک           | فرودگاه تسنترالنی              |            |             |
| روسیه    | اورنبورگ       | فرودگاه اورنبورگ تسنترالنی     |            | [ ۳ ] [ ۴ ] |
| روسیه    | پرم            | فرودگاه بولشویه ساوینو         |            |             |
| روسیه    | ساراتوف        | Saratov Gagarin Airport        |            |             |
| روسیه    | سوچی           | فرودگاه بین‌المللی سوچی         |            | [ ۳ ]       |
| روسیه    | تیومن          | فرودگاه بین‌المللی رسچینو       |            | [ ۵ ]       |
| روسیه    | اوفا           | فرودگاه بین‌المللی اوفا         |            |             |
| روسیه    | یاروسلاول      | تونوشنا                        |            | [ ۶ ]       |
| روسیه    | یکاترینبورگ    | فرودگاه کولتسوو                | پایان‌یافته |             |